# Jarilla
Jarilla és un municipi de la província de Càceres, a la comunitat autònoma d'Extremadura (Espanya). Té un àrea de 28,47 km² amb una població de 140 habitants i una densitat de 4,92 hab/km².

## Geografia
Integrat a la comarca de Tierras de Granadilla, se situa a 98 quilòmetres de Càceres. El terme municipal està travessat per l'Autovia Ruta de la Plata (A-66) i per la carretera nacional N-630, entre els pK 447 i 451. El relleu del municipi està definit pel vessant occidental dels Munts de Traslasierra, a l'extrem occidental de la Serra de Gredos, i per la vall del riu Ambroz. Al terme municipal hi ha gorgs que venen de la serralada i l'embassament de la Jarilla.
L'altitud oscil·la entre els 1504 metres al cor dels Munts de Traslasierra, i els 380 metres a la devesa propera al riu Ambroz, el qual no travessa el municipi.
| Zarza de Granadilla | Casas del Monte | Casas del Monte         |
| Zarza de Granadilla |                 | Valdastillas i El Torno |
| Villar de Plasencia | Cabezabellosa   | El Torno                |

### Vegetació local
Les seves zones verdes es caracteritzen sobretot per la presència de castanyers, rouredes, suredes, junt amb d'altres espècies que componen els matolls, com el bruc, les argelagues i els arbocers.

### Demografia
| 1996 | 2000 | 2004 | 2008 | 2012 | 2016 | 2020 | 2021 | 2022 | 2023 |
| ---- | ---- | ---- | ---- | ---- | ---- | ---- | ---- | ---- | ---- |
| 205  | 190  | 148  | 160  | 155  | 139  | 138  | 136  | 137  | 139  |

## Economia
La seva activitat econòmica està fonamentada en un 50% en el sector primari. El sector serveis ocupa un 23% i té una escassa producció industrial. La ramaderia constitueix la base fonamental de l'economia del terme.

## Serveis

### Transport
La localitat es troba a uns dos quilòmetres de l'Autovia Ruta de la Plata, que connecta Astúries amb Sevilla. La carretera provincial CC-90 connecta Jarilla amb l'autovia.

## Patrimoni
Es conserven les restes d'un petit temple romà al turó de Piedraslabradas. És una obra de planta rectangular i de pedra granítica molt abundant a la zona. D'aquest temple només es conserva la cel·la i no en queda res de les naos i les pronaos.